# Stephen Joseph Pigott
Stephen Joseph Pigott (30 de janeiro de 1880 – 27 de fevereiro de 1955) foi um engenheiro mecânico e oficial de máquinas estadunidense nascido britânico, diretor administrativo da empresa de construção naval escocesa John Brown & Company. Recebeu a Medalha ASME de 1938.
Inociou a trabalhar em diversas empresas de engenharia, dentre as quais na Columbia Electric Vehicle Company e na E. W. Bliss Company em Brooklyn. Após três anos começou a estudar engenharia mecânica e naval na Universidade Columbia, onde graduou-se em 1903.
Após a graduação foi assistente de Charles Gordon Curtis, auxiliando-o no desenvolvimento da turbina impulsiva para propulsão marinha. Em 1908 foi para a Inglaterra a convite do Almirantado Britânico, onde iniciou sua longa carreira trabalhando na empresa de engenharia marítima e construção naval escocesa John Brown & Company. Trabalhou desde projetista a gerente de obras de motores e diretor local em 1920. Em 1934 foi nomeado diretor e em 1935 diretor administrativo, onde atuou até sua aposentadoria em 1948.